# José Herrero Berrendero
José Herrero Berrendero, né le 11 janvier 1934 à Fuencarral (Nouvelle-Castille), est un coureur cycliste espagnol, professionnel de 1955 à 1962.
Il est le neveu de Julián Berrendero, également cycliste professionnel, qui a remporté à deux reprises le Tour d'Espagne. 

## Palmarès
- 1952
  - 3e du Grand Prix d'Andalousie
- 1955
  - Trophée Iberduero
- 1956
  - Trophée Iberduero
- 1959
  - 3e du Tour de Catalogne
- 1960
  - 1re étape du Tour d'Espagne (contre-la-montre par équipes)
  - 3e de Barcelone-Madrid
- 1961
  - 1re étape du Tour d'Espagne (contre-la-montre par équipes)
  - 3eb étape du Tour de Catalogne (contre-la-montre par équipes)

## Résultats sur les grands tours

### Tour de France
2 participations
- 1959 : hors délais (13e étape)
- 1960 : 81e et lanterne rouge

### Tour d'Espagne
6 participations
- 1955 : non-partant (11e étape)
- 1958 : 39e,  maillot amarillo pendant 1 jour
- 1959 : 36e
- 1960 : hors délais (15e étape), vainqueur de la 1re étape (contre-la-montre par équipes)
- 1961 : 47e, vainqueur de la 1re étape (contre-la-montre par équipes)
- 1962 : 41e

### Tour d'Italie
1 participation
- 1961 : abandon